# Псалом 90
Псалом 90 (масорет. 91) — псалом відомий інципітом (лат.) «Qui habitat (in adjutorio Altissimi)» та (церк.-слав.) «Живий у допомозі». До цього псалому зазвичай звертаються у тяжкі часи, тому його називають заступницьким, військовим тощо.
Хоча в жодному єврейському тексті цього псалому не згадується автор, єврейська традиція приписує авторство Мойсею, також вважається, що Давид вніс його у Псалтир. Грецький переклад Септуаґінти приписує його царю Давиду.
Псалом є регулярною частиною релігійних літургій католицької та протестантської, єврейської тощо.

## Передумови та теми

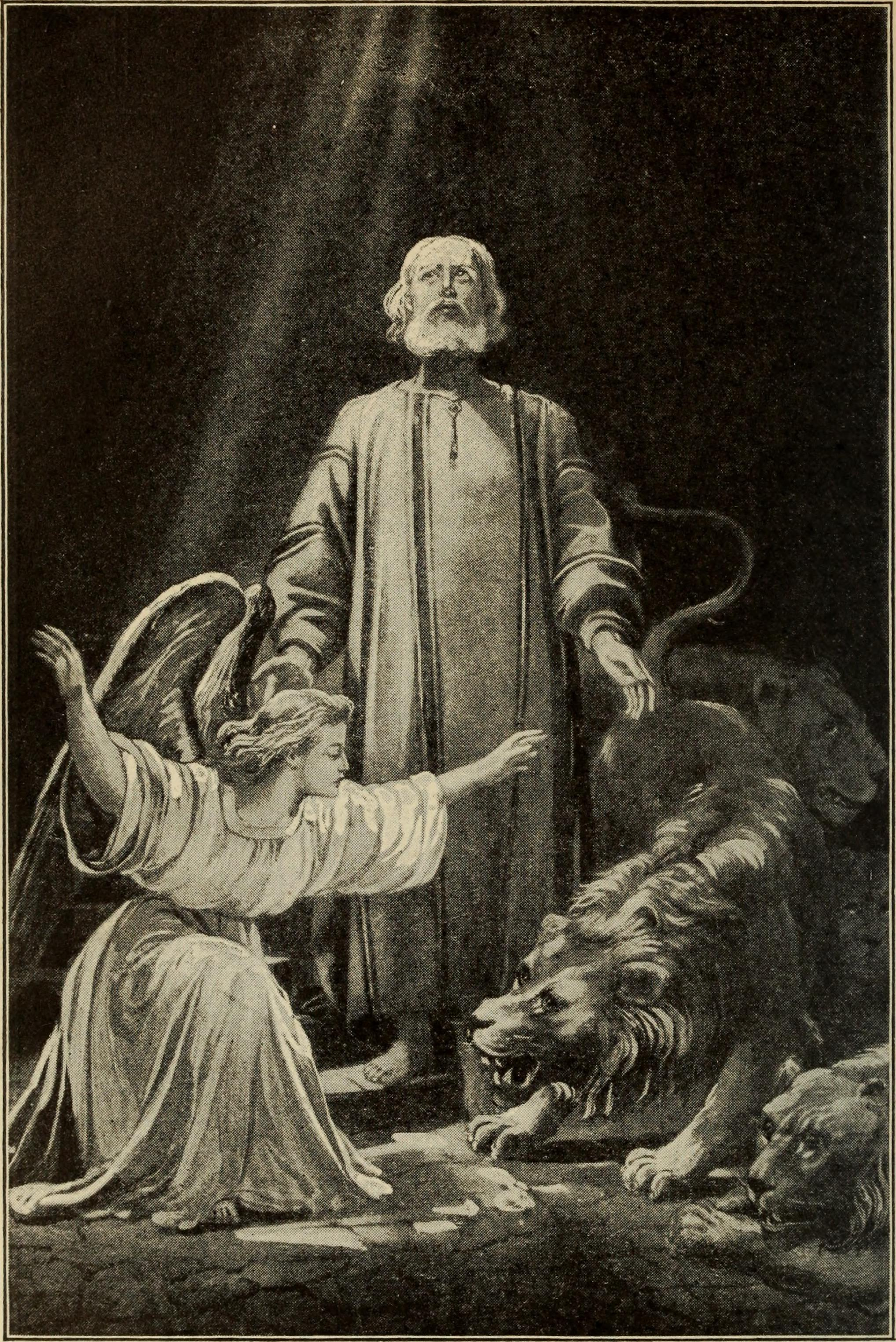
Пророк Даниїл захищений.

Мідраш зазначає, що дев'яностий псалом був написаний Мойсеєм у той день, коли він закінчив будівництво Скинії у пустелі. У віршах описано власний досвід Мойсея, коли він зайшов до Скинії і був окутаний Божественною хмарою (Слава Господня). Мідраш Тегелім і Зоар вчать, що Мойсей написав цей псалом, піднімаючись у хмару, що нависла над горою Синай. Тоді він виголосив ці слова, що символізували захист від ангелів знищення.
У єврейському вченні дев'яностий псалом розкриває тему Божого захисту та порятунку від небезпеки. Талмуд (Shevu'ot 15b) називає цей псалом «піснею чуми» (shir shel pega'im або shir shel nega'im), бо «той, хто читає його з вірою в Бога, отримає допомогу в час небезпеки». З часів Геоніма цей псалом читався, щоб прогнати демонів та злих духів. Згідно мідраша, в псаломі згадується багато типів демонів, які загрожують людині, включаючи «страх», «стрілу», «чуму» та «заразу», які згадуються у віршах 5–6. Псалом писали на оберегах як євреї, так і християни з пізньоантичної доби.
Псалом і вибрані вірші часто були покладені на музику, зокрема Генріхом Шютцем і Феліксом Мендельсоном, які використовували вірші для свого мотету Denn er hat seinen Engeln befohlen.
Сучасні християни вважають псалом джерелом затишку і захисту у час небезпеки.

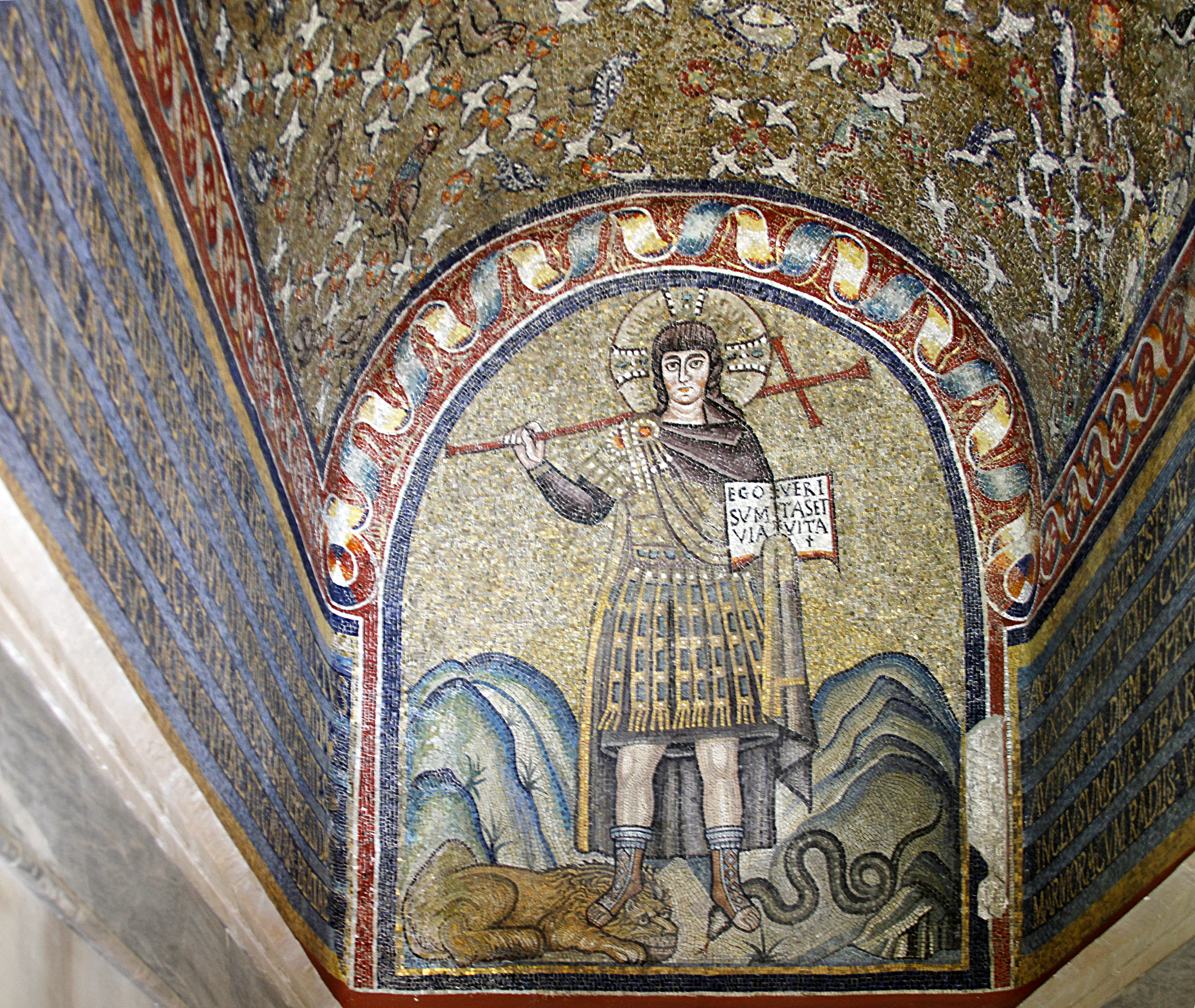
Мозаїка VI ст.,

Вірш 13 у перекладі версії короля Якова «Ти наступаєш на лева й гадюку: молодого лева й дракона ти будеш топтати ногами» був початком теми іконографії «Христос наступає на бестій», яку можна побачити в період пізньої античності, і відродилася в каролінгському та англо-саксонському мистецтві.

## Текст
| Вірш | Гебрейська                                      | Давньогрецька (Септуаґінта)                                                                                    | Латинська (Вульгата)                                                                                | Українська (пер. Хоменка 1963)                                                              | Українська (пер. І.Огієнка 1962)                                                               |
| ---- | ----------------------------------------------- | --- | --------------------------------------------------------------------------------------------------- | ------------------------------------------------------------------------------------------- | ---------------------------------------------------------------------------------------------- |
| 1    | יֹשֵׁב בְּסֵ֣תֶר עֶלְי֑וֹן בְּצֵ֥ל שַׁ֜דַּ֗י יִתְלוֹנָֽן                   | Αἶνος ᾠδῆς τῷ Δαυιδ. ῾Ο κατοικῶν ἐν βοηθείᾳ τοῦ ὑψίστου ἐν σκέπῃ τοῦ θεοῦ τοῦ οὐρανοῦ αὐλισθήσεται.            | Laus cantici David. [Qui habitat in adjutorio Altissimi, in protectione Dei cæli commorabitur.      | Ти, що живеш під Всевишнього покровом, що у всесильного тіні пробуваєш,                     | Хто живе під покровом Всевишнього, хто в тіні́ Всемогутнього мешкає,                            |
| 2    | אֹמַ֗ר לַֽ֖יהֹוָה מַחְסִּ֣י וּמְצֽוּדָתִ֑י אֱ֜לֹהַ֗י אֶבְטַח־בּֽוֹ             | ἐρεῖ τῷ κυρίῳ ᾿Αντιλήμπτωρ μου εἶ καὶ καταφυγή μου, ὁ θεός μου, ἐλπιῶ ἐπ᾽ αὐτόν,                               | Dicet Domino: Susceptor meus es tu, et refugium meum; Deus meus, sperabo in eum.                    | скажи до Господа: «Моє прибіжище й моя твердиня, мій Боже, на котрого я покладаюсь».        | той скаже до Господа: „Охоро́но моя та тверди́не моя, Боже мій“, — я наді́юсь на Нього!           |
| 3    | כִּ֚י ה֣וּא יַ֖צִּֽילְךָ מִפַּ֥ח יָק֗וּשׁ מִדֶּ֥בֶר הַוּֽוֹת                 | ὅτι αὐτὸς ῥύσεταί με ἐκ παγίδος θηρευτῶν καὶ ἀπὸ λόγου ταραχώδους.                                             | Quoniam ipse liberavit me de laqueo venantium, et a verbo aspero.                                   | Він бо спасе тебе від сітки птахолова і від погибельного мору.                              | Бо Він тебе вирве з тене́т птахоло́ва, з морови́ці згубно́ї,                                       |
| 4    | בְּאֶבְרָת֨וֹ \| יָ֥סֶךְ לָ֗ךְ וְתַ֣חַת כְּנָפָ֣יו תֶּחְסֶּ֑ה צִנָּ֖ה וְסֹֽחֵרָ֣ה אֲמִתּֽוֹ | ν τοῖς μεταφρένοις αὐτοῦ ἐπισκιάσει σοι, καὶ ὑπὸ τὰς πτέρυγας αὐτοῦ ἐλπιεῖς· ὅπλῳ κυκλώσει σε ἡ ἀλήθεια αὐτοῦ. | Scapulis suis obumbrabit tibi, et sub pennis ejus sperabis.                                         | Він тебе покриє крилами своїми, і ти втечеш під його крила; щит і забороло — його вірність. | Він перо́м Своїм вкриє тебе, і під кри́льми Його заховаєшся ти! Щит та лук — Його правда.        |
| 5    | לֹֽא־תִ֖ירָא מִפַּ֣חַד לָ֑יְלָה מֵ֜חֵ֗ץ יָ֘ע֥וּף יוֹמָֽם                 | οὐ φοβηθήσῃ ἀπὸ φόβου νυκτερινοῦ, ἀπὸ βέλους πετομένου ἡμέρας,                                                 | Scuto circumdabit te veritas ejus: non timebis a timore nocturno;                                   | Ти не злякаєшся ні страху вночі, ані стріли, що вдень літає,                                | Не будеш боятися стра́ху нічно́го, ані стріли, що вдень пролітає,                                |
| 6    | מִדֶּבֶר בָּאֹ֣פֶל יַֽהֲלֹ֑ךְ מִ֜קֶּ֗טֶב יָ֘שׁ֥וּד צָֽהֳרָֽיִם                  | ἀπὸ πράγματος διαπορευομένου ἐν σκότει, ἀπὸ συμπτώματος καὶ δαιμονίου μεσημβρινοῦ.                             | a sagitta volante in die, a negotio perambulante in tenebris, ab incursu, et dæmonio meridiano.     | ані чуми, що в пітьмі бродить, ані зарази, що нищить опівдні.                               | ані зарази, що в те́мряві ходить, ані морови́ці, що нищить опі́вдні, —                            |
| 7    | יִפֹּ֚ל מִצִּדְּךָ֨ \| אֶ֗לֶף וּרְבָבָ֥ה מִֽימִינֶ֑ךָ אֵ֜לֶ֗יךָ לֹ֣א יִגָּֽשׁ        | πεσεῖται ἐκ τοῦ κλίτους σου χιλιὰς καὶ μυριὰς ἐκ δεξιῶν σου, πρὸς σὲ δὲ οὐκ ἐγγιεῖ·                            | Cadent a latere tuo mille, et decem millia a dextris tuis; ad te autem non appropinquabit.          | Нехай і тисяча упаде біля тебе, і десять тисяч праворуч від тебе, — до тебе не підійде.     | впаде тисяча з боку від тебе, і десять тисяч право́руч від тебе, до тебе ж не ді́йде!            |
| 8    | רַק בְּעֵינֶ֣יךָ תַבִּ֑יט וְשִׁלֻּמַ֖ת רְשָׁעִ֣ים תִּרְאֶֽה                 | πλὴν τοῖς ὀφθαλμοῖς σου κατανοήσεις καὶ ἀνταπόδοσιν ἁμαρτωλῶν ὄψῃ.                                             | Verumtamen oculis tuis considerabis, et retributionem peccatorum videbis.                           | Ти лиш очима споглянеш — і кару грішників побачиш.                                          | Тільки своїми очима поди́вишся, — і заплату безбожним попобачиш,                                |
| 9    | כִּֽי־אַתָּ֣ה יְהֹוָ֣ה מַחְסִּ֑י עֶ֜לְי֗וֹן שַׂ֣מְתָּ מְעוֹנֶֽךָ                | ὅτι σύ, κύριε, ἡ ἐλπίς μου· τὸν ὕψιστον ἔθου καταφυγήν σου.                                                    | Quoniam tu es, Domine, spes mea; Altissimum posuisti refugium tuum.                                 | Бо Господь — твоє прибіжище, Всевишній — твій захист.                                       | бо Господа, охорону мою, Всевишнього ти учини́в за своє пристано́вище!                           |
| 10   | לֹֽא־תְאֻנֶּ֣ה אֵלֶ֣יךָ רָעָ֑ה וְ֜נֶ֗גַע לֹֽא־יִקְרַ֥ב בְּאָֽהֳלֶֽךָ             | οὐ προσελεύσεται πρὸς σὲ κακά, καὶ μάστιξ οὐκ ἐγγιεῖ τῷ σκηνώματί σου,                                         | Non accedet ad te malum, et flagellum non appropinquabit tabernaculo tuo.                           | Ніяке лихо до тебе не приступить, ніяка кара не підійде близько намету твого.               | Тебе зло не спітка́є, і до наме́ту твого вдар не набли́зиться,                                    |
| 11   | כִּ֣י מַ֖לְאָכָיו יְצַוֶּה־לָּ֑ךְ לִ֜שְׁמָרְךָ֗ בְּכָל־דְּרָכֶֽיךָ               | ὅτι τοῖς ἀγγέλοις αὐτοῦ ἐντελεῖται περὶ σοῦ τοῦ διαφυλάξαι σε ἐν πάσαις ταῖς ὁδοῖς σου·                        | Quoniam angelis suis mandavit de te, ut custodiant te in omnibus viis tuis.                         | Бо ангелам своїм він повелить про тебе, щоб берегли тебе на всіх твоїх дорогах.             | бо Своїм Ангола́м Він накаже про тебе, щоб тебе пильнували на всіх дорогах твоїх, —             |
| 12   | עַל־כַּפַּ֥יִם יִשָּׂא֑וּנְךָ פֶּן־תִּגֹּ֖ף בָּאֶ֣בֶן רַגְלֶֽךָ                 | ἐπὶ χειρῶν ἀροῦσίν σε, μήποτε προσκόψῃς πρὸς λίθον τὸν πόδα σου·                                               | In manibus portabunt te, ne forte offendas ad lapidem pedem tuum.                                   | І на руках тебе носитимуть, щоб не спіткнулася нога твоя об камінь.                         | на руках вони будуть носити тебе, щоб не вдарив об камінь своєї ноги́!                          |
| 13   | עַל־שַׁ֣חַל וָפֶ֣תֶן תִּדְרֹ֑ךְ תִּ֜רְמֹ֗ס כְּפִ֣יר וְתַנִּֽין                | ἐπ᾽ ἀσπίδα καὶ βασιλίσκον ἐπιβήσῃ καὶ καταπατήσεις λέοντα καὶ δράκοντα.                                        | Super aspidem et basiliscum ambulabis, et conculcabis leonem et draconem.                           | На гада й змія будеш наступати, розтопчеш лева і дракона.                                   | На лева й вужа́ ти наступиш, левчука́ й крокодила ти будеш топта́ти!                              |
| 14   | כִּ֚י בִ֣י חָ֖שַׁק וַֽאֲפַלְּטֵ֑הוּ אֲ֜שַׂגְּבֵ֗הוּ כִּֽי־יָ֘דַ֥ע שְׁמִֽי             | ὅτι ἐπ᾽ ἐμὲ ἤλπισεν, καὶ ῥύσομαι αὐτόν· σκεπάσω αὐτόν, ὅτι ἔγνω τὸ ὄνομά μου.                                  | Quoniam in me speravit, liberabo eum; protegam eum, quoniam cognovit nomen meum.                    | Тому, що він явив свою любов до мене, я його врятую; я вивищу його, бо знає моє ім'я.       | „Що бажав він Мене, то його збережу́, зроблю́ його сильним, — бо знає Ім'я́ Моє він;              |
| 15   | וְֽאֶֽעֱנֵ֗הוּ עִמּֽוֹ־אָֽנֹכִ֥י בְצָרָ֑ה אֲ֜חַלְּצֵ֗הוּ וַֽאֲכַבְּדֵֽהוּ             | ἐπικαλέσεταί με, καὶ εἰσακούσομαι αὐτοῦ, μετ᾽ αὐτοῦ εἰμι ἐν θλίψει καὶ ἐξελοῦμαι καὶ δοξάσω αὐτόν.             | Clamabit ad me, et ego exaudiam eum; cum ipso sum in tribulatione: eripiam eum, et glorificabo eum. | Візве до мене, і я озвусь до нього; я буду з ним у скруті, я визволю його і його прославлю. | як він Мене кли́катиме, то йому відповім, Я з ним буду в недолі, врятую його та просла́влю його, |
| 16   | אֹ֣רֶךְ יָ֖מִים אַשְׂבִּיעֵ֑הוּ וְ֜אַרְאֵ֗הוּ בִּישֽׁוּעָתִֽי                 | μακρότητα ἡμερῶν ἐμπλήσω αὐτὸν καὶ δείξω αὐτῷ τὸ σωτήριόν μου.                                                 | Longitudine dierum replebo eum, et ostendam illi salutare meum.]                                    | Довгим віком його насичу і явлю йому моє спасіння.                                          | і довгістю днів Я наси́чу його, і він бачити буде спасі́ння Моє!“                                |

## Використання

### Новий Завіт
Вірші 11 та 12 процитовані дияволом під час Спокус Христа в Мт. 4:6 та Лк. 4:10–11.
Вірш 13 процитований у Євангелії від Луки: «Ось Я владу вам дав наступати на змій та скорпіонів, і на всю силу ворожу, і ніщо вам не зашкодить» (Лк 10:19).

### Західне християнство
У західному християнстві (католицизм, Протестантизм та ін) псалом часто співають чи декламують під час служіння вечірньої служби, а також у першу неділю Великого посту.
У лекціонарії на (рік С) псалом призначений на першу неділю Великого посту, пов'язуючи його зі спокусою Христа, де диявол цитує цей псалом.
У середньовічній західній церкві він був включений до читань Страсної п'ятниці.

### Східне православ'я
У православ'ї псалом використовується у молитвах шостого часу, на Велике повечір'я, а також на панахидах за покійними.

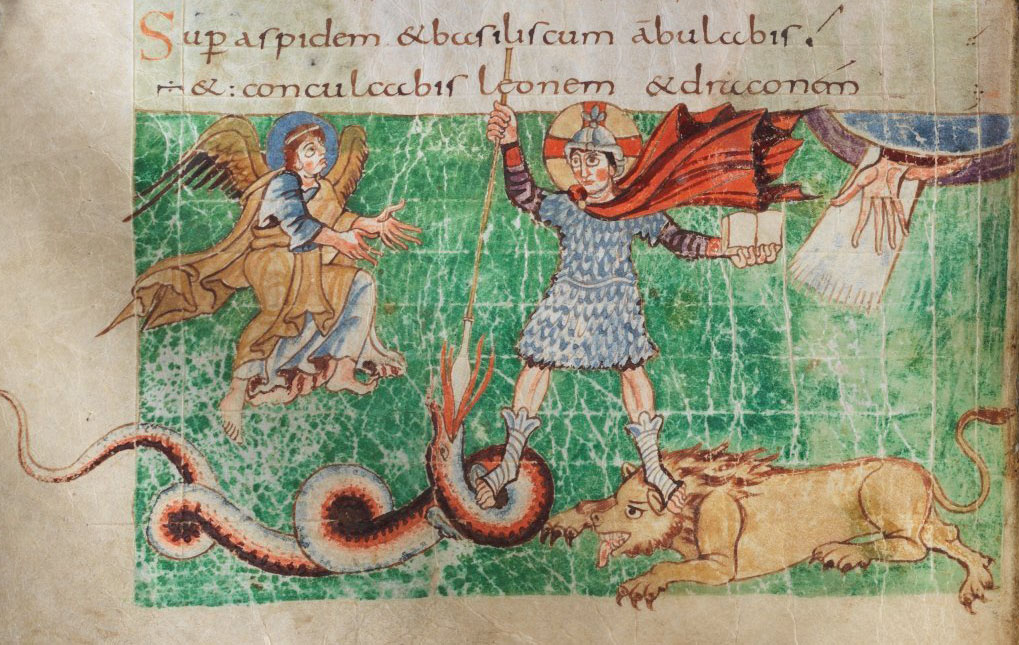
Ілюстрація 13 вірша у

### Юдаїзм
Псалом 90 читається під час ранкових служб Песукея Дезімри на Шабат, Йом Тов і Хошана Рабба. Він також читається після вечірньої молитви на Моцей Шаббат і під час вечірніх молитов Шма. У кожній з цих молитов вірш 16 промовляється двічі. Згідно Мацзора Вітрі, вірш подвоюється для завершення промовляння імені Бога.
Псалом 90 читається сім разів під час церемонії поховання. Коли носії гробу наближаються до могили, вони зупиняються кожні кілька метрів, повторюючи псалом. У разі поховання жінки носії гробу не зупиняють ходу, проте вони також повторюють псалом сім разів.
Вірш 11 псалму декламується після літургійної поеми Шалом алейхем (юдаїзм) під час їжі в п'ятницю.
Псалом 90 часто називають заступницькою молитвою. Псалом промовляють перш ніж вирушати в подорож.

## Покладення на музику

### Класична музика
Фелікс Мендельсон написав твір на два вірші цього псалму в мотеті «Denn er hat seinen Engeln befohlen», який він також включив до свого ораторію «Ілля».

### Сучасна християнська музика
Майкл Джонкас використав псалом для гімну «На орлиних крилах».
Пісня  у своєму альбомі «Почекай».

## У масовій культурі

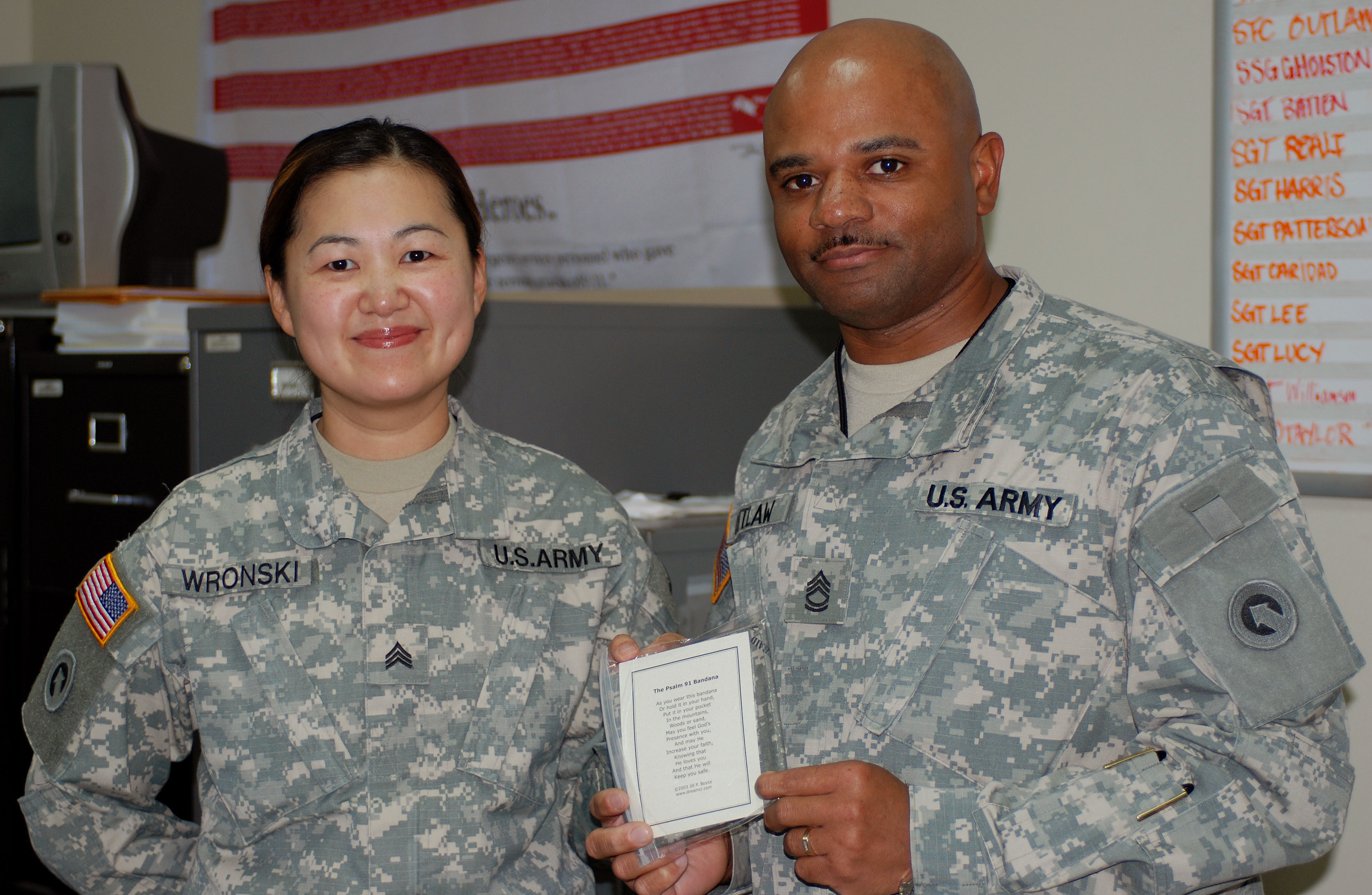
Військовослужбовці США тримають пакет, який містить камуфляжну бандану з текстом псалму 90 у Національний день молитовного сніданку на Військовій базі морської піхоти Кемп-Леджейн, травень 2010 року

Псалом 90 відомий як солдатський псалом або солдатська молитва. Камуфляжні бандани, на яких надрукований псалом, часто розповсюджуються серед американських військ. Стрічки та ремені з написаним на них текстом 90 псалма часто використовуються як оберіг. При цьому офіційна християнська церква не схвалює цей звичай через його подібність до практик іудаїзму — надяганням тфіліну і прикріпленням на косяки дверей мезузи.
Псалом був написаний на амулетах як євреями, так і християнами пізньоантичної доби.
Дебютний альбом Шинейд О'Коннор «Лев та кобра» містить декламацію 11–13 віршів ірландською мовою
Мадонна посилається на псалом 90 у «Virgin Mary (Intro)» на своєму турі MDNA 2012 року.
Декламовані ірландською мовою Енія у пісні «Never Get Old».
«Cryptopsy» (Канада) посилається на 5–8 вірші псалому в своїй пісні «Чума, що ходить у темряві» в альбомі 2005 року «Once Was Not».
Бразильсько-американський гурт «Soulfly», бонус-трек «Salmo-91» альбому «Dark Ages».
Група «Jerry Garcia Band» цитує 5–6 вірші у своїй пісні «Мої сестри та брати».

## Дивись також
- Христос наступає на бестій[en]
- Горгонейон, Левіафан
- Юрій (Георгій) Змієборець — покровитель воїнів, лицарства, зокрема хрестоносців, військових правлячих родів (імператорів, королів, князів), поряд з іншими християнськими святими відомими перемогами над зміями Теодором Стратилатом, Теодором Тироном.